# Theodor Heller
Theodor Heller, född 9 juli 1869 i Wien, död 12 december 1938, var en österrikisk läkare och psykiater.

## Biografi
1894 avslutade Heller sina psykologiska studier för läraren Wilhelm Wundt. Han doktorerade senare i ämnet blindhet och den psykologiska effekten av denna åkomma. Fadern Simon Heller, som var direktör för ett judiskt institut för blinda, ville att han skulle utbilda sig till lärare för blinda. Men år 1904 började han återigen studera och slog in på den väg som skulle leda till ett omfattande arbete angående dementia infatilis, desintegrativ störning hos barn.
Mellan 1904 och 1914 publicerade han ett antal artiklar i ämnet, däribland "A Plan Floor for Curative Education" och "Educational Therapy", i vilka han tog upp hur nödvändigt det skulle vara att utbilda pedagoger och lärare i hur man skulle arbeta tillsammans, och undervisa barn med mentala funktionshinder.

## Arbete
1908 presenterade Heller ett flertal artiklar där han rapporterade olika fall med barn han arbetat med. Han konstaterade att det varken rörde sig om schizofreni eller någon annan form av "mental efterblivenhet" som det hette på den tiden, utan att det snarare pekade på andra gemensamma faktorer. Han grävde djupare i patientjournalerna och uppmärksammade att samtliga patienter uppvisade samma typ av beteende, liknande medicinska bakgrund, symptomologi och andra liknande saker. Detta var det som senare kom att kallas Hellers syndrom eller desintegrativ störning hos barn.

### Fotnoter
1. 1 2  Gemeinsame Normdatei, läst: 13 maj 2014.[källa från Wikidata]
2. ↑  Gemeinsame Normdatei, läst: 22 december 2014.[källa från Wikidata]
3. ↑  Gemeinsame Normdatei, läst: 31 december 2014.[källa från Wikidata]